# Guitar cổ điển
Guitar cổ điển, guitar dây nylon hoặc guitar Tây Ban Nha là một thành viên của dòng guitar được sử dụng trong âm nhạc cổ điển. Là một nhạc cụ dây gỗ âm thanh với dây làm bằng ruột hoặc nylon, nó là tiền thân của guitar acoustic và guitar điện hiện đại, cả hai đều sử dụng dây kim loại. Guitar cổ điển có nguồn gốc từ vihuela và gittern của Tây Ban Nha vào thế kỷ 15 và 16, sau đó phát triển thành guitar Baroque thế kỷ 17 và 18 và sau đó là guitar cổ điển hiện đại vào giữa thế kỷ XIX.
Đối với người chơi thuận tay phải, guitar cổ điển truyền thống có mười hai phím đàn trống trên thân và được giữ đúng cách ở chân trái, sao cho tay gảy hoặc gảy dây ở gần mặt sau của lỗ âm thanh (điều này được gọi là vị trí cổ điển). Mặt khác, đàn guitar dây thép hiện đại thường có mười bốn phím đàn trống trên thân đàn (xem Dreadnought) và thường được chơi ở phần hông.
Cụm từ "guitar cổ điển" có thể đề cập đến một trong hai khái niệm khác với bản thân nhạc cụ:
kỹ thuật ngón tay của nhạc cụ phổ biến đối với guitar cổ điển - từng dây đàn được gảy bằng móng tay hoặc hiếm khi bằng đầu ngón tay.
tiết mục âm nhạc cổ điển của nhạc cụ
Thuật ngữ guitar cổ điển hiện đại đôi khi được sử dụng để phân biệt guitar cổ điển với các dạng guitar cũ hơn, theo nghĩa rộng nhất của chúng còn được gọi là cổ điển, hoặc cụ thể hơn là guitar sơ khai. Ví dụ về những cây guitar thời kỳ đầu bao gồm cây guitar lãng mạn đầu sáu dây (khoảng 1790–1880), và những cây guitar baroque trước đó với năm khóa học.
Vật liệu và phương pháp chế tạo guitar cổ điển có thể khác nhau, nhưng hình dáng điển hình là guitar cổ điển hiện đại hoặc guitar cổ điển lịch sử tương tự như guitar lãng mạn ban đầu của Pháp và Ý. Dây đàn guitar cổ điển từng được làm bằng ruột bây giờ được làm bằng polyme chẳng hạn như nylon, với dây mảnh quấn quanh dây âm thấp hơn (phía âm trầm).
Cây đàn ghi ta có thể được xác định. Guitar flamenco có nguồn gốc từ cổ điển hiện đại, nhưng có sự khác biệt về chất liệu, cấu tạo và âm thanh.
Đàn guitar cổ điển hiện đại ngày nay được thành lập bởi những thiết kế cuối cùng của thợ làm đàn người Tây Ban Nha ở thế kỷ 19, Antonio Torres Jurado.